# 卡雷布·科蘭
卡雷布·高文·科蘭（英語：Caleb Colman Folan，1982年10月26日—），簡稱卡雷布·科蘭（英語：Caleb Folan），是一名愛爾蘭職業足球員，司職前鋒。

## 生平
列斯聯
科蘭在西約克郡列斯出世，並在家鄉球會列斯聯展開其足球生涯。
2001年10月5日，他被短暫外借至魯斯頓鑽石並於同日以2-1的比分擊敗哈特普爾的賽事中後備入替而處子上陣。10月13日，他在與洛達咸0-0平手的賽事中首次正選上陣。
2001年11月29日，他被外借至侯城。12月1日，他在以3-0的比分擊敗牛津聯的賽事中後備入替而首次上陣。
車士打菲特
2003年2月14日，科蘭轉投車士打菲特並於同日對班士利的賽事中處子上陣。3月15日，他在對諾士郡的賽事中攻入其處子入球。
2004年8月28日，他在對巴拉福特的賽事中首次梅開二度，協助球隊以3-2的比分反勝對手。2005年2月26日，他在對彼德堡的賽事中首次領紅被逐。
2006年4月，他因膝復發而接受了軟骨手術。10月，他在聯賽盃對韋斯咸的賽事中射入奠勝球。其後，他與球會續約一年。
韋根
經過科蘭在車士打菲特一連串使人印象深刻的表現後，他在2007年1月26日以50萬英鎊身價加盟韋根並簽訂三年半合約。時任韋根領隊保羅·祖維爾對此說道：「他是優秀和有幹勁的，他具有終結者的天性，我認為他在這支需要加強的隊伍中將會增添競爭性。」1月30日，他在以2-3的比分不敵雷丁的賽事中處子上陣。2月21日，他在以1-1逼和屈福特的賽事中攻入其處子入球。3月3日，他在曼徹斯特城市球場對曼城的賽事中取得入球，協助球隊於客場以1-0的比分擊敗對手。
侯城
2007年8月，英冠球會侯城表示他們有興趣買入他。然而，時任韋根領隊基斯·赫捷斯說他並不希望科蘭轉會。8月31日，他最終以100萬英鎊重返侯城並簽訂三年合約，這打破侯城的最高轉會費紀錄。其後，他堅定地說他不會因價格而有壓力，他來到侯城就是為了進球。
9月，他在以1-2的比分不敵黑池的賽事中處子上陣，他於賽事期間受傷需要帶上頸箍並以擔架抬離場送院。他在黑池的維多利亞醫院住了一晚，腳踝受傷使得他缺席好幾場賽事。12月15日，他在對李斯特城的賽事中首次取得入球。2008年3月，他在對般尼的賽事中被逐離場，賽後更被罰停賽三場。他復出後多以後備身份取得入球，而侯城則正值成功的前奏。科蘭在英超揭幕戰對富咸的賽事中後備入替並取得入球，協助侯城以2-1的比分擊敗對手。2009年4月25日，他在對利物浦的賽事中由於腳踢馬田·史基泰爾而被逐。
9月17日，他被外借至英冠球會米杜士堡，為期三個月。他在以0-5的比分大敗予西布朗的賽事中入替而處子上陣，9天後他的腿筋撕裂。當侯城領隊菲爾·布朗挑評科蘭在2009/10球季代表侯城上陣時的表現時，他反擊並說菲爾·布朗的言論是「可笑和幼稚的」（laughable and childish）。然而，他重返球會後，菲爾·布朗就還他一個「清白」（clean slate） 。
科罗拉多急流
夏季返回侯城後，科蘭在2010/11年球季僅在10月份獲派上陣3場，於擾攘多時後，最終在2011年3月16日成功轉投美職聯球會科罗拉多急流，期間上陣26場及射入6球。2012年2月3日科罗拉多急流在季前宣佈與科蘭提前分手。
伯明翰城
2012年2月29日科蘭以短期合約加盟英冠球會伯明翰城，為期至球季結束。

## 國際賽
科蘭的祖父是來自伊尼什莫爾，祖母則是來自戈爾韋，所以他合資格代表愛爾蘭上陣。2007年3月，時任愛爾蘭領隊史提夫·史當頓在科蘭的護照發出11小時後利用「祖母條例」（granny rule）徵召他進入2008年歐洲國家盃外圍賽愛軍的名單中，這次決定引起外界認為在英超以外狀態正佳的愛爾蘭前鋒受到忽略。然而，科蘭最終因傷退隊。他腿筋撕裂使他逼迫缺陣在2007年5月對厄瓜多爾和玻利維亞的賽事。
2008年10月，在新帥基奧雲尼·查帕東尼麾下，科蘭被選入愛爾蘭11人隊對諾定咸森林的挑戰賽的名單中，他攻入賽事首球並協助球隊以2-0的比分擊敗對手。11月19日，他在對波蘭的賽事中首次正選上陣。其後，他在2010年世界盃外圍賽對塞浦路斯的賽事中於傷停時間後備入替。隨後，他在對意大利的世界盃外圍賽中後備入替並於87分鐘交出助攻予羅比·堅尼射入。

## 外部連結
- （英文）Caleb Folan profile
- （英文）Caleb Folan Official Website （页面存档备份，存于）
- （英文）足球数据库：卡雷布·科蘭的球员统计数据